# Regiunea lombară
Regiunea Lombara a coloanei vertebrale:
- Lombara– porțiunea inferioara a spatelui, compusa din 5 vertebre, oferă suport pentru aproximativ întreaga greutate corporala.
- Vertebrele lombare au corpul vertebral cel mai voluminos, cu aspect de bob de fasole, având concavitatea către posterior  - gaura vertebrala are forma triunghiulara  - procesul articular are fetele articulare cilindrice, concave superior si convexe inferior  - procesul accesor, este redus ca dimensiune, anterior de acesta se localizează procesul costal care este mare si reprezintă fostele coaste lombare.